# Charles de Beaumont (évêque)
Pour les articles homonymes, voir Charles de Beaumont et Beaumont.
Charles de Beaumont  (mort en 1476), est un ecclésiastique qui fut évêque d'Agde de 1462 à sa mort.

## Biographie
On ignore à laquelle des nombreuses « Maison de Beaumont » contemporaines il appartient, mais Charles de Beaumont est chanoine de Pampelune lorsqu'il est nommé évêque d'Agde par le pape Pie II le 26 avril 1462 après la résignation de son prédécesseur. Il prend possession de son siège et obtient le 10 septembre 1463 de conserver tous les biens de son prédécesseur sauf ceux situés en Languedoc et à Montpellier. Il est présent aux États du Languedoc de juin 1463 et de juillet 1466. Il intervient comme évêque d'Agde dans des actes de 1464, 1467 et le 3 juin 1469. Il meurt en 1476 et le roi Louis XI obtient du pape que son diocèse soit dévolu au prélat italien Jacques Minutoli.